# Bataille de Tegeler Weg
 (mai 2024).

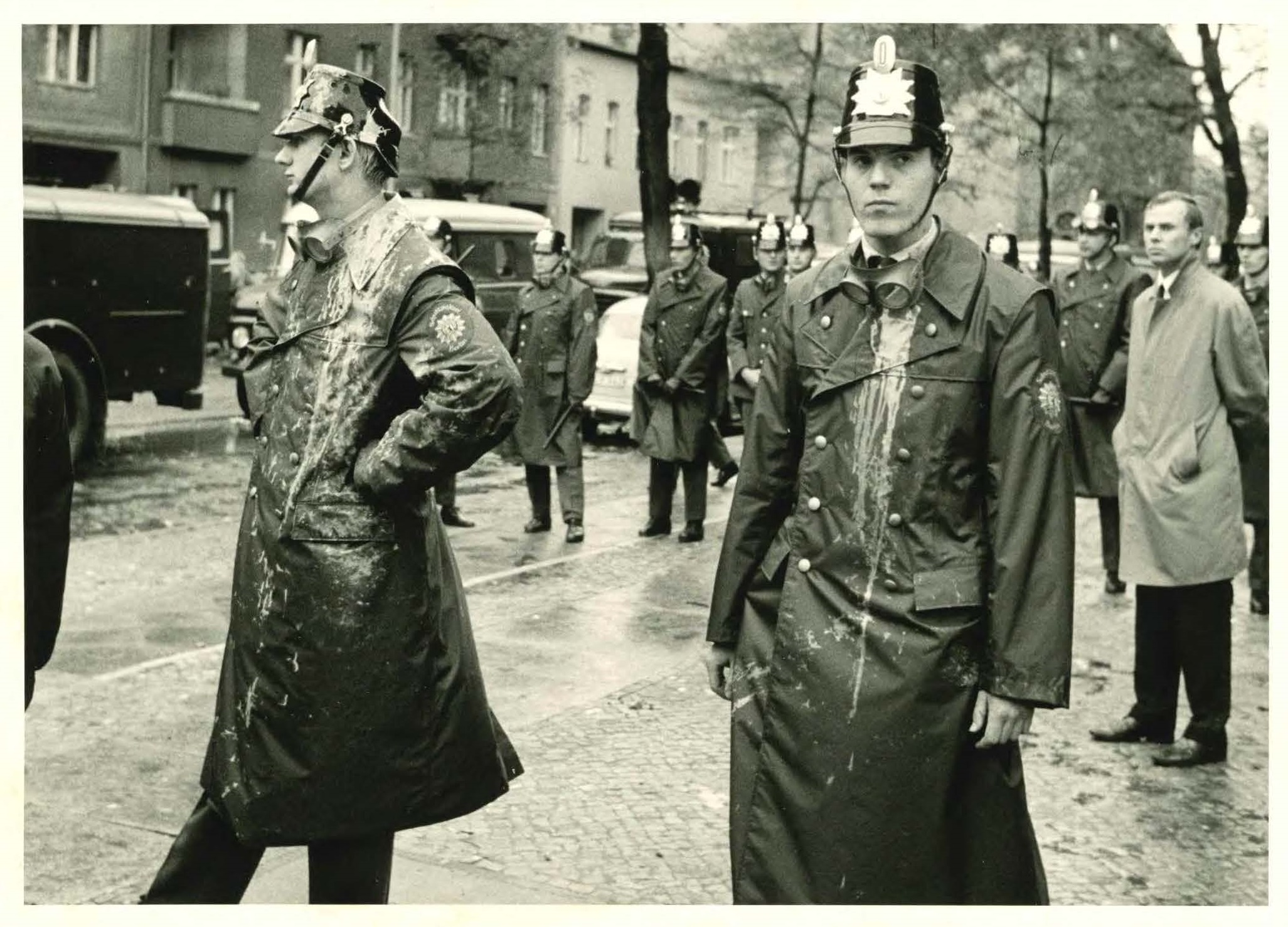
Opération de présence lors de la bataille de Tegeler Weg.

La bataille de Tegeler Weg est un violent affrontement entre la police et des manifestants, pour la plupart associés au SDS et à l'APO, le 4 novembre 1968 sur la Tegeler Weg à Berlin-Charlottenbourg. Outre les étudiants, des ouvriers et des rockeurs figuraient également parmi les manifestants. Cette bataille de rue est considérée comme un tournant important dans l'histoire de l'APO du mouvement de 68 et est restée gravée dans l'histoire de la gauche politique en Allemagne. Lors de la bataille du Tegeler Weg, 130 policiers et 22 manifestants ont été grièvement blessés.

## Histoire et parcours
Le 4 novembre 1968, la première étape d'un procès honorifique contre l'avocat puis militant de l'APO Horst Mahler était prévue au tribunal régional de Berlin, Tegeler Weg. À la suite de la marche vers la Maison Springer le 11 avril 1968 après la tentative d'assassinat de Rudi Dutschke et des actions militantes qui s'y sont déroulées, appelées plus tard « émeutes de Pâques », Mahler a déjà été poursuivi en justice par la maison d'édition Springer pour dommages-intérêts pour les dommages qui en ont résulté. En outre, selon une requête du procureur général auprès du tribunal de chambre, Mahler devrait également être exclu de la profession d'avocat par le biais d'une procédure judiciaire honoraire. Environ 1 000 manifestants et contre-manifestants se sont présentés sur la Tegeler Weg lors de cette nomination d'un tribunal d'honneur, qui devait clarifier la question de savoir si, sur la base de l'état actuel de l'enquête, on pouvait s'attendre à une interdiction professionnelle contre Mahler.
Un camion garé à proximité de la manifestation était chargé de pavés. Les manifestants ont lancé des pierres sur les policiers, qui ont à leur tour fait usage de gaz lacrymogènes et de canons à eau. Les manifestants ont tenté à plusieurs reprises de pénétrer par effraction dans le palais de justice. Cela n'a pas fonctionné et après environ deux heures, les manifestants ont été repoussés par la police en passant par le Schlossbrücke et dans l'Otto-Suhr-Allee.

## Signification et évaluation
Après une forte mobilisation pour l'APO à Berlin-Ouest après la tentative d'assassinat de Rudi Dutschke, à l'automne 1968, on prit conscience, en particulier au sein du SDS de Berlin, que ce haut niveau de mobilisation ne pouvait pas être maintenu. Selon une théorie désormais répandue sur la bataille de Tegeler Weg, on a tenté de contrecarrer cette évolution de la démobilisation par une confrontation très médiatisée avec le pouvoir de l'État. La manifestation est souvent considérée comme ayant été planifiée dans le but de contester le pouvoir de l’État, notamment par le recours à la force.
L'historien Heinrich August Winkler suppose également dans son ouvrage Le long chemin vers l'Ouest que la bataille de Tegeler Weg a été délibérément provoquée par le SDS :

« Des actes de violence effrénés, comme la « bataille de Tegeler Weg » du 4 novembre 1968, délibérément provoquée par le SDS de Berlin, contribuèrent à discréditer et à isoler « l'avant-garde révolutionnaire » du mouvement étudiant. »

— Heinrich August Winkler
Contrairement à l'évaluation de la bataille de Tegeler Weg comme un recours planifié à la violence, la thèse est également avancée selon laquelle la manifestation contre le procès honoraire contre Mahler s'est développée plutôt spontanément et que la violence n'était pas planifiée. Solveig Ehrler a déclaré au Club Républicain que même si le déroulement de la manifestation et les jets de pierres n'étaient pas planifiés, l'utilisation d'œufs colorés par les manifestants était bel et bien prévue.
La bataille de Tegeler Weg est considérée comme la fin du mouvement pacifique APO et en même temps comme le début de la confrontation violente entre la gauche politique radicale et l'État après 1968. Dans ce contexte, il y a eu un changement décisif dans l'équipement de la police. Le shako, utilisé depuis 1918, a été remplacé par des casques. Cet événement est vu aussi comme la fin des courants anti-autoritaires au sein du SDS et comme significatif pour le remplacement de la guérilla ludique de l'APO par une guérilla urbaine.
Après la bataille de Tegeler Weg, il y a eu un débat animé sur la violence au sein du SDS, qui a finalement contribué de manière significative à la scission du SDS.
Les événements du 4 novembre 1968 suscitent également des discussions au sein du Club Républicain. Entre autres choses, la question était de savoir si la bataille de rue devait être considérée comme une action de lutte de classes.

## Films
- Schlacht am Tegeler Weg. Documentaire. Allemagne 1988 ; Réalisateur : Barbara Kasper et Lothar Schuster